# كوهي كيتاغاوا
كوهي كيتاغاوا (باليابانية: 北川 滉平) (29 أبريل 1995 في شيزوكا في اليابان – )؛ هو لاعب كرة قدم ياباني سابق كان يلعب كلاعب وسط.

## وصلات خارجية
- كوهي كيتاغاوا على موقع رابطة كرة القدم اليابانية للمحترفين (اليابانية)
- كوهي كيتاغاوا على موقع قاعدة بيانات كرة القدم.إي يو (الإنجليزية)
- كوهي كيتاغاوا على موقع Soccerway.com (الإنجليزية)
- كوهي كيتاغاوا على موقع عالم كرة القدم.نت (الإنجليزية)